# NGC 1043
NGC 1043 je galaksija u zviježđu Kit.

## Vanjske poveznice
- SEDS: NGC 1043